# Mailleroncourt-Saint-Pancras
Mailleroncourt-Saint-Pancras är en kommun i departementet Haute-Saône i regionen Bourgogne-Franche-Comté i östra Frankrike. Kommunen ligger i kantonen Vauvillers som tillhör arrondissementet Lure. År 2022 hade Mailleroncourt-Saint-Pancras 186 invånare.

## Befolkningsutveckling
Antalet invånare i kommunen Mailleroncourt-Saint-Pancras
| Referens: INSEE |